# Fearless Records
Fearless Records é uma gravadora independente dos Estados Unidos, fundada em 1994. A Fearless está sediada em Culver City, Califórnia, e é mais conhecida por seus primeiros momentos no pop punk, capturados nas compilações Fearless Flush Sampler e Punk Bites, assim como por lançamentos adicionais de bandas como Bigwig e Dynamite Boy; e posteriormente Sugarcult, Plain White T's, The Aquabats, Amely; e lançamentos de post-hardcore por At the Drive-In e Anatomy of a Ghost. Contudo, a gravadora tem experimentado diferentes estilos nos últimos anos. Artistas como Blessthefall, Bloodywood, The Word Alive, Ice Nine Kills, Mayday Parade, Pierce the Veil, Starset, The Pretty Reckless, Underoath e The Color Morale apresentaram bandas de post-hardcore, metalcore, hard rock e rock alternativo que emergiram recentemente. Os lançamentos da Fearless Records eram distribuídos nos Estados Unidos pela RED Distribution, mas após a aquisição da gravadora pelo Concord Music Group em 2015, a distribuição passou a ser feita mundialmente pela Universal Music Group.

## História
Bob Becker fundou a Fearless Records quando vendia os discos de seus amigos em shows. Ele também os levava a lojas de discos para venda em consignação. O nome da gravadora surgiu do fato de Becker não saber exatamente o que estava fazendo na época e por "não ter medo de mergulhar de cabeça". A Fearless Records foi oficialmente formada em 1994.
Em 2000, a Fearless Records lançou Punk Goes Metal, o primeiro álbum de compilação da série Punk Goes.... Desde então, a série se expandiu, incluindo sete volumes do Punk Goes Pop, dois do Punk Goes Acoustic, além de Punk Goes 80's, Punk Goes 90's, Punk Goes Crunk, Punk Goes Classic Rock e Punk Goes X, que apresenta covers de músicas exibidas nos Winter X Games de 2011. Punk Goes Pop 5 foi lançado em 6 de novembro de 2012. Em 1º de janeiro de 2014, a Fearless Records divulgou um vídeo em sua página no YouTube anunciando as bandas que lançariam álbuns em 2014, além de anunciar a compilação Punk Goes 90's 2.
Em 2005, a Fearless Records lançou o álbum de estúdio All That We Needed, da banda Plain White T's, uma coletânea de treze faixas que se mostrou um ponto de virada tanto para a gravadora quanto para a banda, originária de Illinois. O single Hey There Delilah, presente nesse álbum, alcançou o primeiro lugar na Billboard Hot 100, tornando-se um grande sucesso para a gravadora e recebendo certificação de multi-platina.
Em 8 de novembro de 2010, a Fearless Records anunciou o lançamento de uma compilação temática de Natal, intitulada Tis the Season to Be Fearless. O álbum contou com oito artistas da gravadora apresentando canções originais. No mesmo dia, ficou disponível para pré-venda no iTunes e foi lançado em 22 de novembro de 2010. Três anos depois, a gravadora lançou Punk Goes Christmas, com faixas originais e covers de bandas como All Time Low, Issues, New Found Glory, entre outras.
Em 2011, a Fearless Records lançou o álbum Hell Is What You Make It, da dupla Breathe Carolina. O single Blackout, presente no álbum, tornou-se mais um sucesso para a gravadora, estreando na 32ª posição da Billboard Hot 100 e recebendo certificação de single de ouro.
Em outubro de 2012, a Fearless Records anunciou o lançamento de um selo associado chamado Old Friends Records, voltado para a assinatura de artistas de indie rock, incluindo a banda Hellogoodbye. Em novembro de 2013, a gravadora anunciou um segundo selo, chamado Outerloop Records, junto com o anúncio de sua primeira contratação, a banda Ice Nine Kills.
Com um catálogo de aproximadamente 150 álbuns, a Fearless Records foi adquirida pela Concord Bicycle Music em maio de 2015, por um valor estimado em 10 milhões de dólares.